# Eatonigenia seca
Eatonigenia seca is een haft uit de familie Ephemeridae. De wetenschappelijke naam van de soort is voor het eerst geldig gepubliceerd in 1973 door McCafferty.
De soort komt voor in het Oriëntaals gebied.